# Manchester (New Hampshire)
Manchester è una città degli Stati Uniti, capoluogo assieme a Nashua della contea di Hillsborough nello stato del New Hampshire. La città si trova lungo le rive del fiume Merrimack ed è al confine settentrionale della megalopoli detta BosWash.

## Geografia fisica

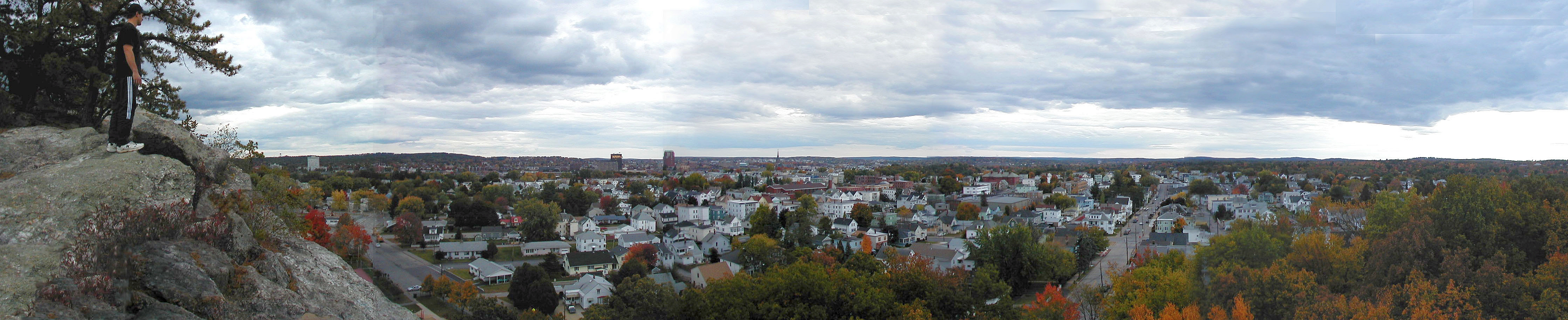
Vista del quartiere di West Side

Secondo i rilevamenti dello United States Census Bureau, la città di Manchester si estende su una superficie totale di 90,4 km² (34,90 mi²), dei quali 4,82 km² (1,86 mi²) sono coperti da acque interne. Manchester è bagnata da vari fiumi, come il Merrimack, il Piscataquog e il Cohas Brook. Nella parte più orientale della città si trova il Massabesic Lake. Il punto più elevato del comune di Manchester si trova nel suo estremo nordoccidentale, dove la quota è di 170 m s.l.m..

## Storia

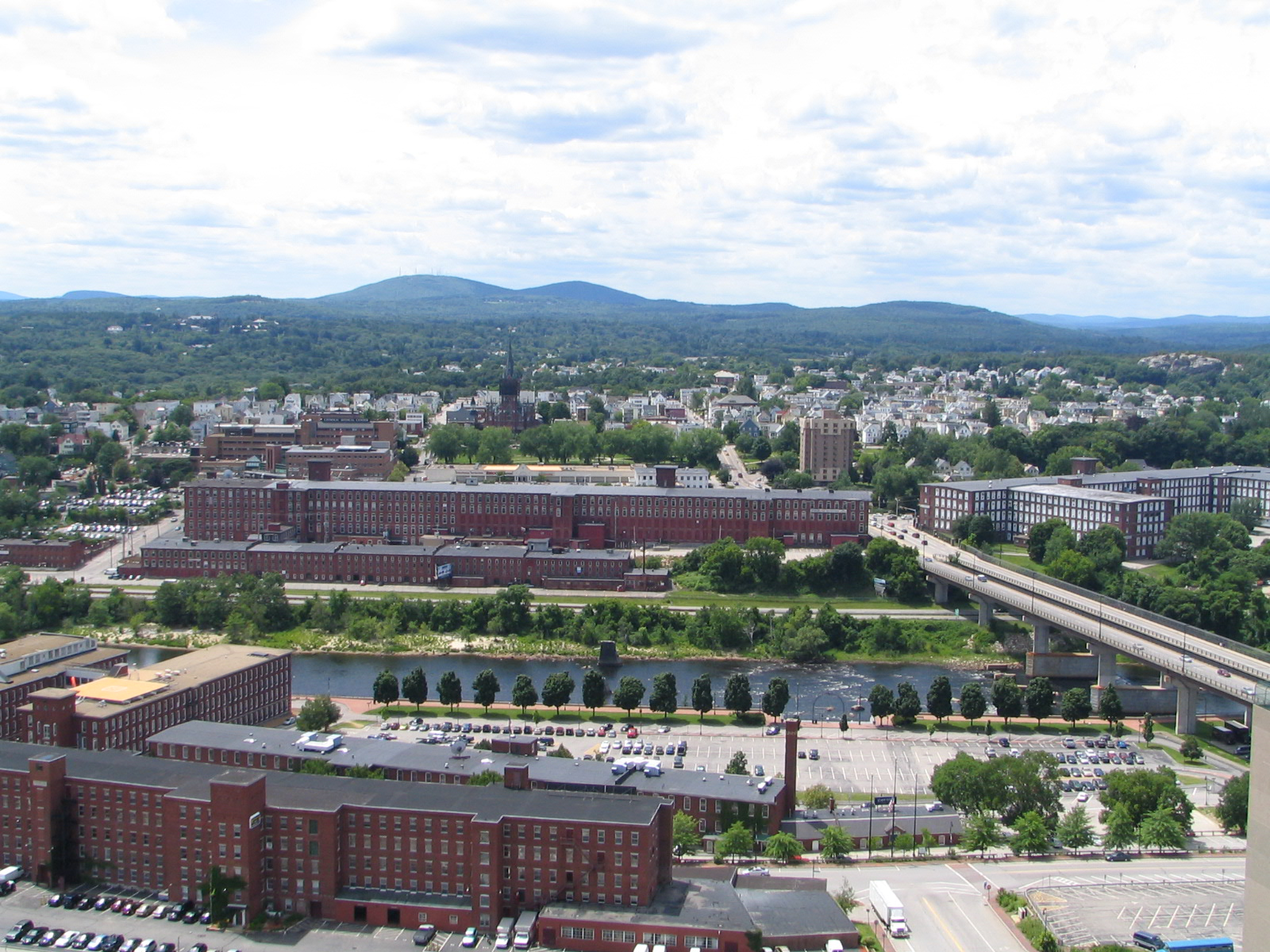
Industrie sul fiume Merrimack e la zona ovest di Manchester

La tribù degli Indiani Pennacook chiamò la regione Amoskeag, ossia "luogo buono per la pesca", in riferimento alle omonime Amoskeag Falls sul fiume Merrimack. Nel 1722 John Goffe si insediò nella regione di Cohas Brook, dove diversi anni prima aveva installato una diga e una segheria. La prima comunità prese il nome di Old Harry's Town. Nel 1735, la Provincia di Massachusetts Bay affidò la regione con il nome di Tyngstown ad alcuni coloni provenienti dal Massachusetts. Un decennio circa dopo la separazione dello Stato del New Hampshire del Massachusetts, il governatore Benning Wentworth nel 1751 diede alla città il nuovo nome di Derryfield.
Nel 1807, Samuel Blodget costruì un canale e un sistema di chiuse che permisero per la prima volta l'attraversamento delle cascate da parte delle imbarcazioni. Successivamente costruì un insediamento industriale, "la Manchester d'America", seguendo le orme della Rivoluzione industriale di Manchester, in Inghilterra, la prima città industrializzata nel mondo. Poco tempo dopo, nel 1809, Benjamin Prichard e soci aprirono uno stabilimento di cotone, alimentato dall'energia idroelettrica prodotta dalle cascate sul fiume Merrimack. Seguendo l'ideale di Blodget, Derryfield nel 1810 mutò il proprio nome nell'attuale Manchester, l'anno in cui il capannone entrò a far parte della Amoskeag Cotton & Woolen Manufacturing Company. Venne successivamente venduta nel 1825 a un gruppo di imprenditori del Massachusetts, che nel 1826 aprirono altre due sedi. Nel 1831 le tre sedi industriali confluirono nella Amoskeag Manufacturing Company.

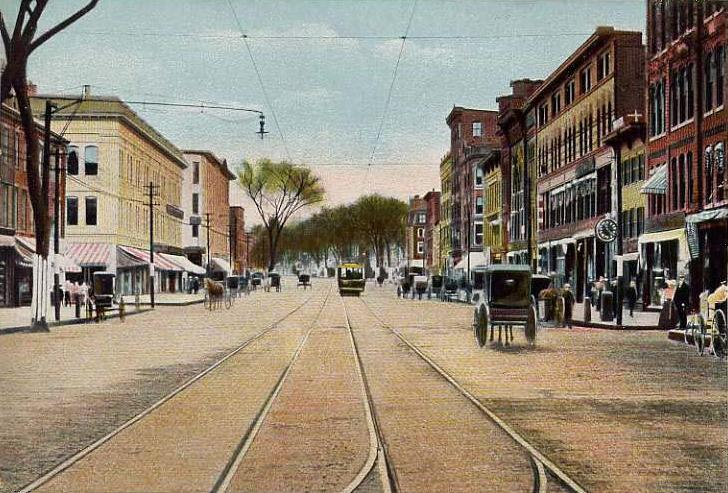
Elm Street nel 1905

Sulla costa orientale, gli ingegneri e gli architetti della Amoskeag progettarono un villaggio industriale, ultimato nel 1838 con al centro di tutto Elm Street. Ufficialmente divenne una città nel 1846, e da allora Manchester sarebbe dovuta diventare la prima città del mondo per la lavorazione del cotone. Il capannone detto "Mill No. 11", raggiunse le dimensioni di 270 m di lunghezza per 31 di larghezza, contenendo circa 4000 telai. Altre lavorazioni tipiche della città erano i calzaturifici e le sedi di lavorazione del tabacco e carta. La Amoskeag successivamente si specializzò anche nella lavorazione dei metalli, attraverso fonderie che producevano locomotive, nella sezione detta Amoskeag Locomotive Works (successivamente Manchester Locomotive Works). La crescita esponenziale delle industrie attirò numerosi operai, che si unirono alla popolazione locale, soprattutto canadesi francofoni. Ancora oggi molti abitanti discendono da questi operai. La Amoskeag Manufacturing Company cessò le proprie attività nel 1935, sebbene i loro capannoni siano stati poi utilizzati per altri scopi.
Manchester è soprannominata "Queen City". Un soprannome alternativo è quello di ManchVegas, come anche Funchester, ManchHattan, o più semplicemente Manch. Nel 1998 Manchester fu scelta come "migliore piccola città dell'Est" dalla rivista Money.

## Monumenti e luoghi d'interesse

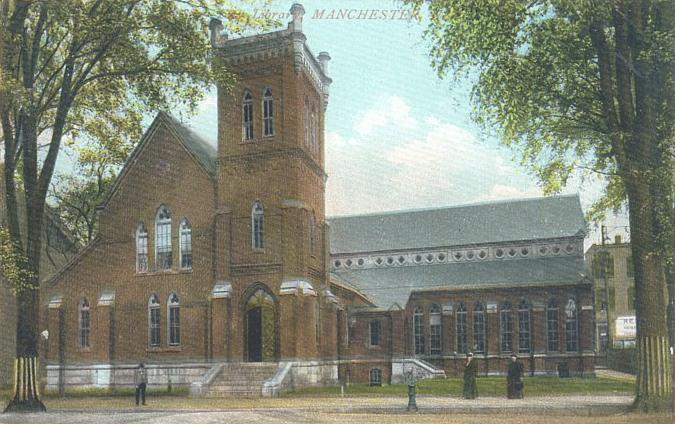
La vecchia biblioteca nel 1908

Fra i principali beni culturali di Manchester ci sono il Palace Theatre, il Currier Museum of Art, il New Hampshire Institute of Art, il Franco-American Center, il Manchester Historic Association Millyard Museum, il Massabesic Audubon Center, il Amoskeag Fishways Learning and Visitors Center, il Lawrence L. Lee Scouting Museum and Max I. Silber Library, e il SEE Science Center. Il Valley Cemetery del 1841 ospita le più importanti personalità della città.
La Verizon Wireless Arena è un centro ricreativo polifunzione, dagli sport come l'hockey su ghiaccio all'arena football, fino ai concerti e alle fiere. Fu inaugurato nel novembre del 2001. Esiste inoltre il John F. Kennedy Memorial Coliseum, un luogo di incontro minore di Manchester. Fu completato nel 1963, e ospita le partite casalinghe delle squadre di hockey della Manchester Central e della Memorial High School, ed è anche sede del Southern New Hampshire Skating Club.

## Società

### Popolazione

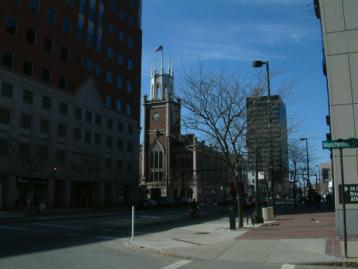
City Hall Plaza

Secondo il censimento del 2000, a Manchester vivevano 107 219 persone, ed erano presenti 44 247 proprietari di immobili e 26 105 famiglie residenti. Nel 2010, la popolazione è passata a 109 565 abitanti.

## Cultura

### Istruzione

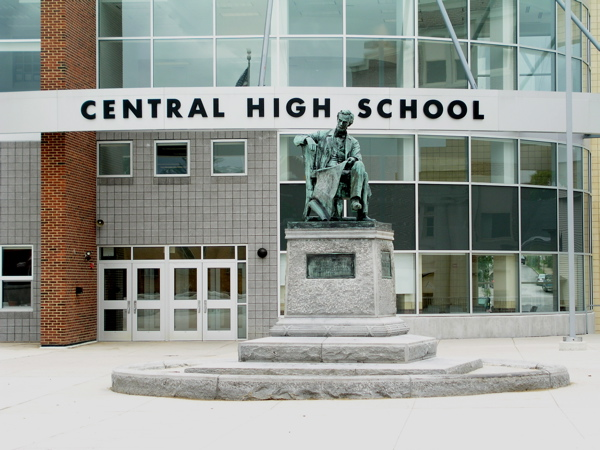
Statua di Abraham Lincoln scolpita da John Rogers di fronte alla Manchester High School

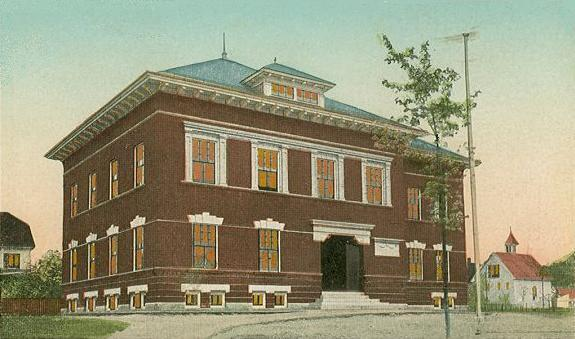
La scuola di Pearl Street nel 1910

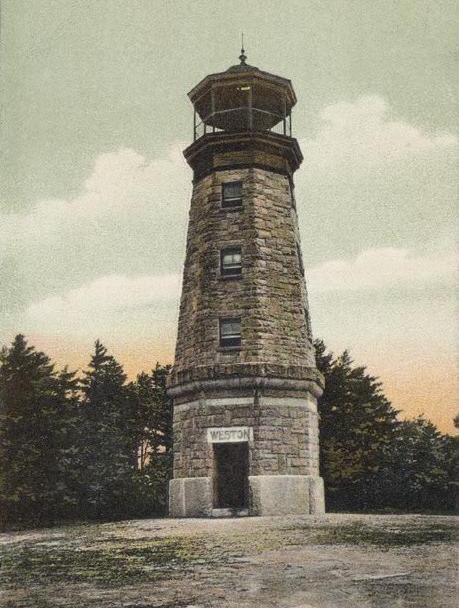
L'osservatorio Weston nel 1906

#### Scuole pubbliche
Il sistema delle scuole pubbliche di Manchesterè coordinato dal Manchester School District.
Scuole superiori
- Manchester High School West (West High School)
- Manchester High School Central (Central High School)
- Manchester Memorial High School (Memorial High School)
- Manchester School of Technology (MST)

Scuole medie
- Hillside Middle School
- Henry J. McLaughlin Middle School
- Middle School at Parkside
- Southside Middle School

Scuole elementari
- Bakersville Elementary School
- Beech Street School
- Gossler Park School
- Green Acres Elementary School
- Hallsville Elementary School
- Highland-Goffe's Falls Elementary School
- Jewett Street School
- McDonough Elementary School
- Northwest Elementary School
- Parker-Varney School
- Smyth Road School
- Webster School
- Weston School
- Henry Wilson School

#### Scuole private
Tutte le scuole private di Manchester sono gestite da gruppi religiosi cattolici:
- Trinity High School
- The Derryfield School
- Holy Family Academy

Altre scuole cattoliche sono:
- St. Joseph Regional Junior High School
- St. Catherine School, scuola elementare
- St. Anthony School, scuola elementare
- St. Casimir, scuola elementare e media
- St. Benedict Academy, scuola elementare
- Mount Saint Mary Academy, scuola elementare

#### Accademie e università
Gli istituti successivi alle high school in questo elenco hanno oltre 8.000 studenti:
- Hesser College - Manchester
- Manchester Community College
- Massachusetts College of Pharmacy and Health Sciences
- New Hampshire Institute of Art
- North Eastern Institute of Whole Health
- Saint Anselm College
- Southern New Hampshire University
- Springfield College School of Human Services
- University of New Hampshire at Manchester

### Media
All'interno della città sono diffusi quattro giornali: New Hampshire Union Leader (quotidiano), il Manchester Express (settimanale della Hippo Press), The Hippo (settimanale) e il Manchester Mirror (settimanale del New Hampshire Union Leader).
Oltre alle stazioni radio commerciali AM e FM, Manchester è servita da quattro TV via cavo e da una emittente commerciale:
- MCAM TV-23, Manchester Community Access Media;
- Manchester Community Television, TV controllata dal governo cittadino;
- WMUR-TV, affiliata locale alla ABC;
- WZMY-TV, un'affiliata a MyNetworkTV con sede nella vicina Derry.

Manchester inoltre rientra nell'area di influenza televisiva di Boston, perciò ha la possibilità di seguire molte delle sue emittenti.

## Amministrazione
Manchester è una città soggetta alle leggi dello Stato del New Hampshire, e opera in una forma di governo dove il sindaco gode di molti privilegi. Il sindaco è a capo del consiglio comunale composto da quattordici membri e dell'aldermanno, l'organo legislativo della città. Ognuno dei dodici quartieri di Manchester elegge un membro dell'aldermanno, mentre gli altri due membri sono scelti collettivamente.
Il sindaco inoltre è a capo anche del consiglio scolastico. Proprio come l'aldermanno, anche il consiglio scolastico è composto da quattordici membri eletti. La School Board non è un assessorato del comune; piuttosto è un distretto scolastico che riceve finanziamenti direttamente dal COnsiglio e dall'Aldermanno.

### Gemellaggi
- Nashville
- Neustadt an der Weinstraße
- Hof HaCarmel Region
- Gweru

## Sport
| Club                      | Campionato                    | Luogo                             | Fondazione | Campionati |
| ------------------------- | ----------------------------- | --------------------------------- | ---------- | ---------- |
| New Hampshire Fisher Cats | EL, Baseball                  | Merchantsauto.com Stadium         | 2004       | 1          |
| Manchester Monarchs       | AHL, Hockey su ghiaccio       | Verizon Wireless Arena            | 2001       | 0          |
| Manchester Wolves         | af2, Arena football           | Verizon Wireless Arena            | 2002       | 0          |
| Manchester Millrats       | PBL, Basketball               | Southern New Hampshire University | 2007       | 0          |
| New Hampshire Phantoms    | PDL, Calcio                   | Manchester Memorial High School   | 1996       | 0          |
| ManchVegas Roller Girls   | WFTDA Flat Track Roller Derby | Manchester Boys & Girls Club      | 2007       | 0          |

## Economia

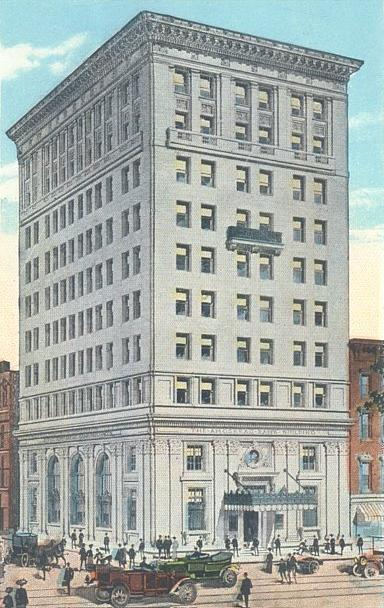
L'edificio dell'Amoskeag Bank nel 1913

Manchester è la più grande città del New England settentrionale, e la sua area metropolitana è quella a più rapido sviluppo demografico della regione. A causa di questo, Manchester è uno dei luoghi migliore del New England per trovare un lavoro. La sua economia è profondamente cambiata, da quanto il settore tessile andò in crisi verso gli anni 1980.

### Centro della città
Manchester ha un ricco centro cittadino, con molti ristoranti e attività commerciali.
La City Hall Plaza, l'edificio più alto nel New England settentrionale, è situato nel cuore di Manchester. Altri importanti edifici del centro sono l'Hampshire Plaza, la New Hampshire Tower, e i quartieri generali nel New Hampshire della Citizen Bank (nel vecchio edificio della Amoskeag Bank) e della Bank of America.
La Verizon Wireless Arena è divenuto col tempo un altro importante elemento nel centro cittadino di Manchester. Contiene oltre 10.000 posti a sedere come arena per concerti ed eventi sportivi. Il Verizon è anche sede dei Manchester Monarchs, la squadra locale di AHL affiliata ai Los Angeles Kings. Esiste anche il Merchantsauto.com Stadium (in passato Fisher Cats Park), uno stadio da baseball posto lungo il Merrimack nel centro di Manchester, che è sede della squadra di Eastern League affiliata ai Toronto Blue Jays, ossia i New Hampshire Fisher Cats.
Il ristorante The Red Arrow è stato valutato nel 1998 come uno dei migliori dieci ristoranti degli Stati Uniti.

## Infrastrutture e trasporti

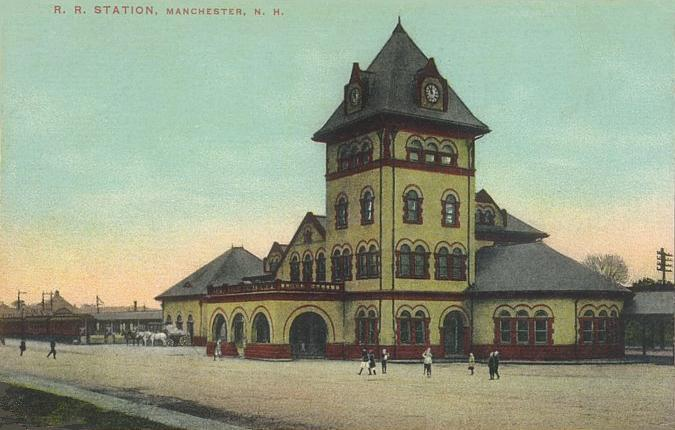
La Union Station nel 1910

La città è servita dall'aeroporto regionale di Manchester-Boston, in questo periodo uno degli aeroporti in maggior sviluppo degli interi Stati Uniti, il quarto più grande del New England. Serve Boston come secondo scalo aereo.
Le Interstates 93 e 293 e l'US Highway 3 uniscono la regione con Concord e le White Mountains a nord, mentre collegano con Nashua e Boston verso sud. La NH 101 è una tangenziale a quattro corsie che passa ad est del centro abitato verso Hampton, e successivamente scende verso sud raggiungendo regioni come il Maine e le coste settentrionali del Massachusetts attraverso l'Interstate 95. A ovest di Manchester passa la NH 101, strada a due corsie e principale via di transito verso le località di Keene e la regione del Monadnock.
I servizi pubblici di trasporto sono gestiti dalla Manchester Transit Authority, che copre anche le città e le regioni vicine.
Le Concord Trailways uniscono la città con Boston e con le altre località dello Stato. Le Vermont Transit Lines con le Greyhound Lines invece uniscono la zona con Montréal.

## Galleria d'immagini

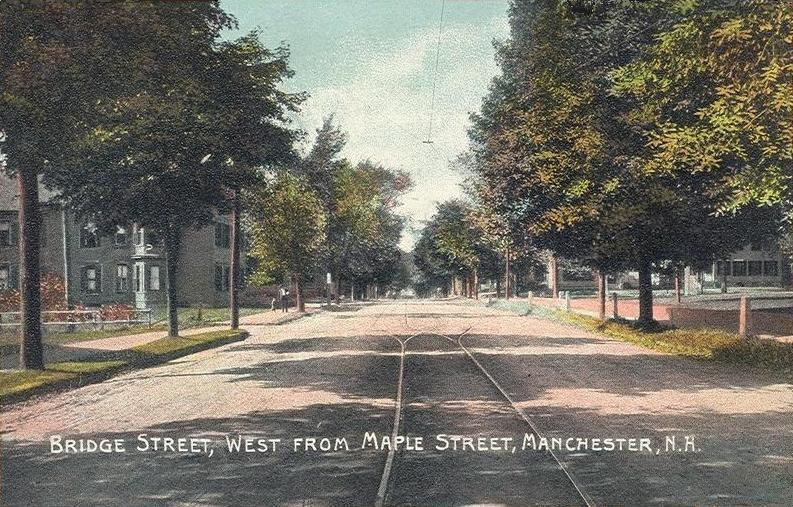
Bridge Street nel 1909
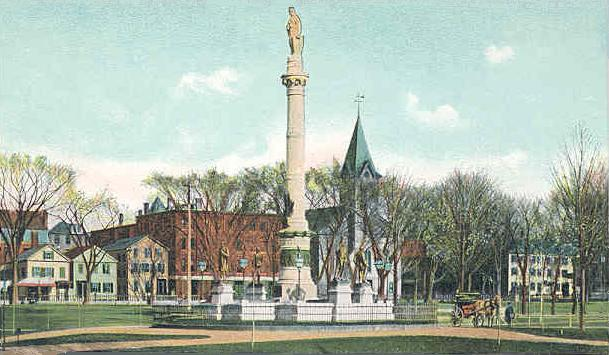
War Monument c. 1905
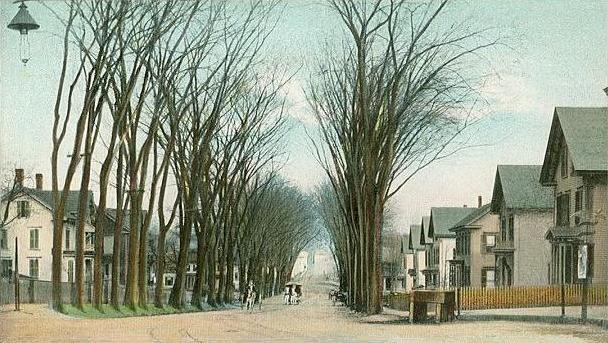
Granite Street c. 1900
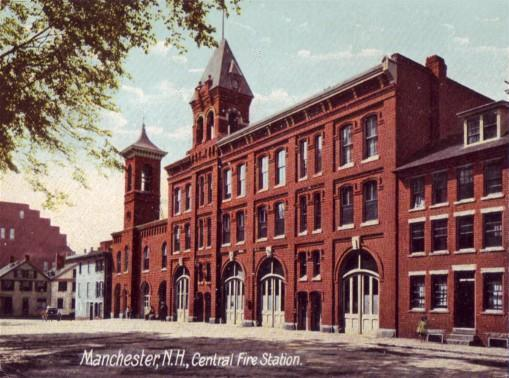
Old Fire Station in 1907